# Gustave Doré

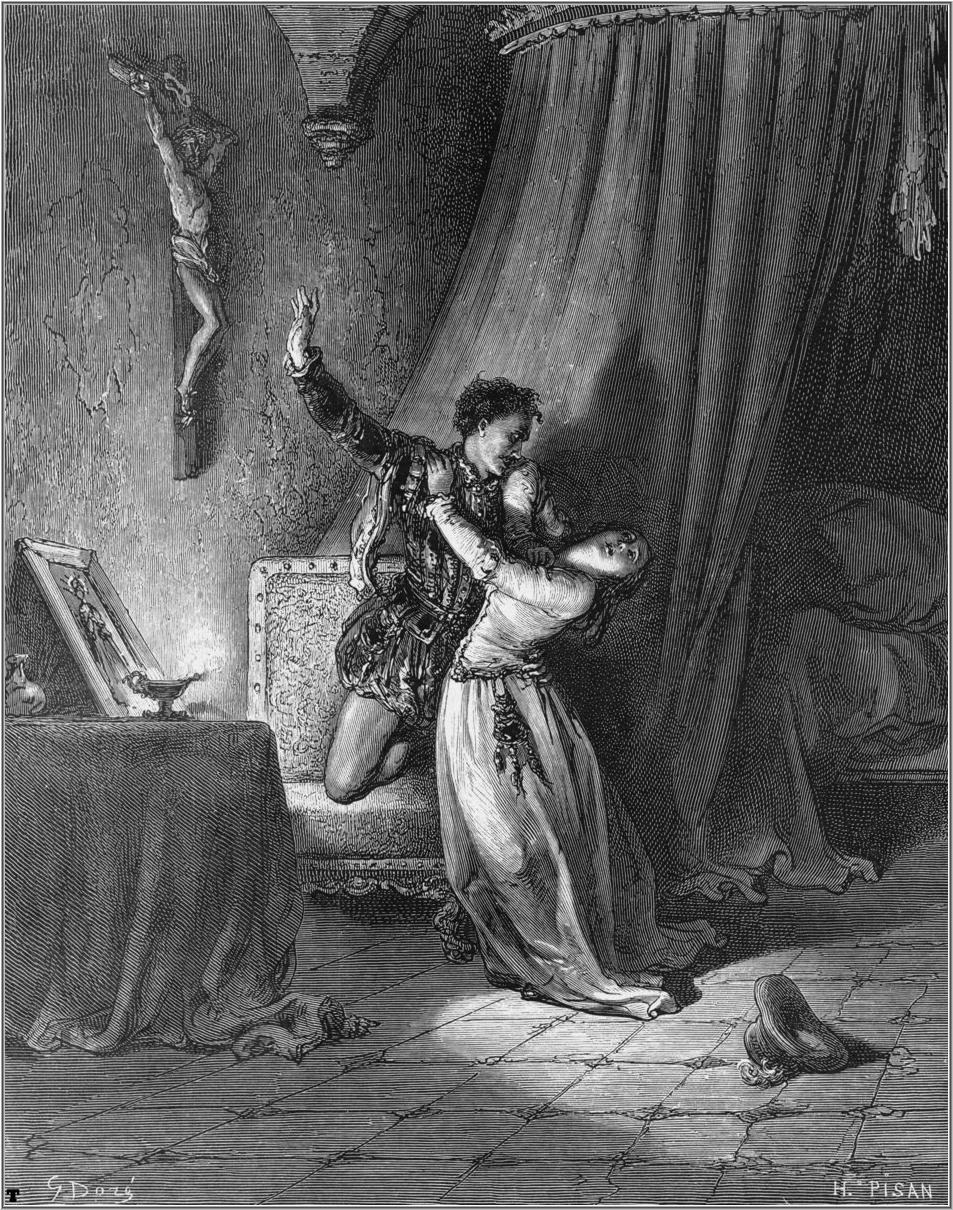
Jedna z ilustracji do Don Kiszota, 1863

Paul Gustave Doré (ur. 6 stycznia 1832 w Strasburgu, zm. 23 stycznia 1883 w Paryżu) – francuski grafik, malarz, ilustrator i rzeźbiarz.

## Rys biograficzny
W 1840 r. ojciec Gustave'a, Jean-Philippe Doré, został mianowany głównym inżynierem dróg i mostów departamentu Ain (we wschodniej części Francji) i rodzina przeprowadziła się do Bourg-en-Bresse. Gustave był utalentowany od dzieciństwa, w gimnazjum był jednym z najlepszych uczniów. Tworzył rysunki i karykatury wybitnych osobistości swojego miasta. Kiedy miał 12 lat, w lokalnym wydawnictwie opublikował litografie ilustrujące Dwanaście prac Herkulesa. Litografie wzbudziły podziw paryskiego wydawcy Charles’a Philipon, który zaprosił młodego Gustave'a do Paryża na stałe. Od 1847 Gustave uczęszczał do liceum Charlemagne w Paryżu, a jednocześnie rysował karykatury dla „Journal pour rire”. Prędko zyskał sławę i w 1848 zadebiutował w Salonie dwoma rysunkami wykonanymi piórem. Mieszkał z matką, w 1849 umarł jego ojciec. Często wystawiał swoje obrazy, a od 1851 zaczął także rzeźbić, początkowo na tematy religijne. Współpracował z wieloma czasopismami, m.in. „Journal pour tous”. W 1854 ukazało się wydanie dzieł Rabelais’go ze stoma grawiurami Dorégo. W latach 1861–68 powstały ilustracje do „Boskiej komedii” Dantego. Jego sława wciąż rosła, chociaż Doré był samoukiem i ekscentrykiem. W latach 1852–1883 Gustave Doré zilustrował ponad pięćset tomów wydanych we Francji, ale też w Anglii, w Niemczech i w Rosji. Podczas wojny krymskiej napisał i opatrzył rysunkami „Dzieje świętej Rusi”, krytykę Rosji, z którą Francja i Anglia wówczas walczyła. Ten album uważa się za prekursorski w stosunku do dzisiejszych komiksów, ponieważ autor przekracza tradycyjny podział na tekst i ilustracje i używa wielu zaskakujących zabiegów graficznych. Artysta był bardzo popularny w paryskim towarzystwie. Jego dorobek wzbogacił się w tym czasie o wielkie płótna, takie jak „Dante i Wergiliusz w dziewiątym kręgu Piekła” (1861 - 311 x 428 cm – Muzeum w Brou), „Enigma” (Musée d'Orsay) czy „Chrystus wychodzący z pałacu pretora” (1867-1872), obraz wysoki na 6 metrów, a szeroki na 9 m (obraz został odrestaurowany w latach 1998-2003 w Strasburgu, w Muzeum sztuki współczesnej, w specjalnie dla niego przygotowanej wysokiej sali.) Stale powiększał się dorobek rysunków i ilustracji Dorégo (zarówno o tematyce fantastycznej, jak i karykatury), jego popularność wzrastała w całej Europie, a największy sukces odniósł artysta w Anglii: w Londynie powstała w 1869 r. Doré Gallery. Gustave umiera na zawał serca w wieku 51 lat, 23 stycznia 1883 r. Pozostawia po sobie ponad 10 tysięcy mniejszych i większych dzieł, jego dorobek wywiera ogromny wpływ na wielu ilustratorów. Uroczystości żałobne zorganizował jego przyjaciel Ferdinand Foch w kościele Sainte Clothilde, pogrzeb na Père-Lachaise, a stypa odbyła się na ul. Saint-Dominique. W 1931 r. Henri Leblanc opublikował pełne wydanie dzieł Gustave'a Dorégo, które zawiera 9850 ilustracji, 68 tytułów muzycznych, 5 plakatów, 51 litografii, 54 lavis (malarstwo monochromatyczne, tuszem lub farbą wodną), 526 rysunków, 283 akwarel, 133 obrazów et 45 rzeźb. Muzeum de Brou w Bourg-en-Bresse przechowuje z kolei 136 dzieł różnego rodzaju (malarstwo olejne, rysunki, rzeźby). Stryjecznym praprawnukiem artysty jest piosenkarz i kompozytor Julien Doré (ur. 1982).

## Twórczość

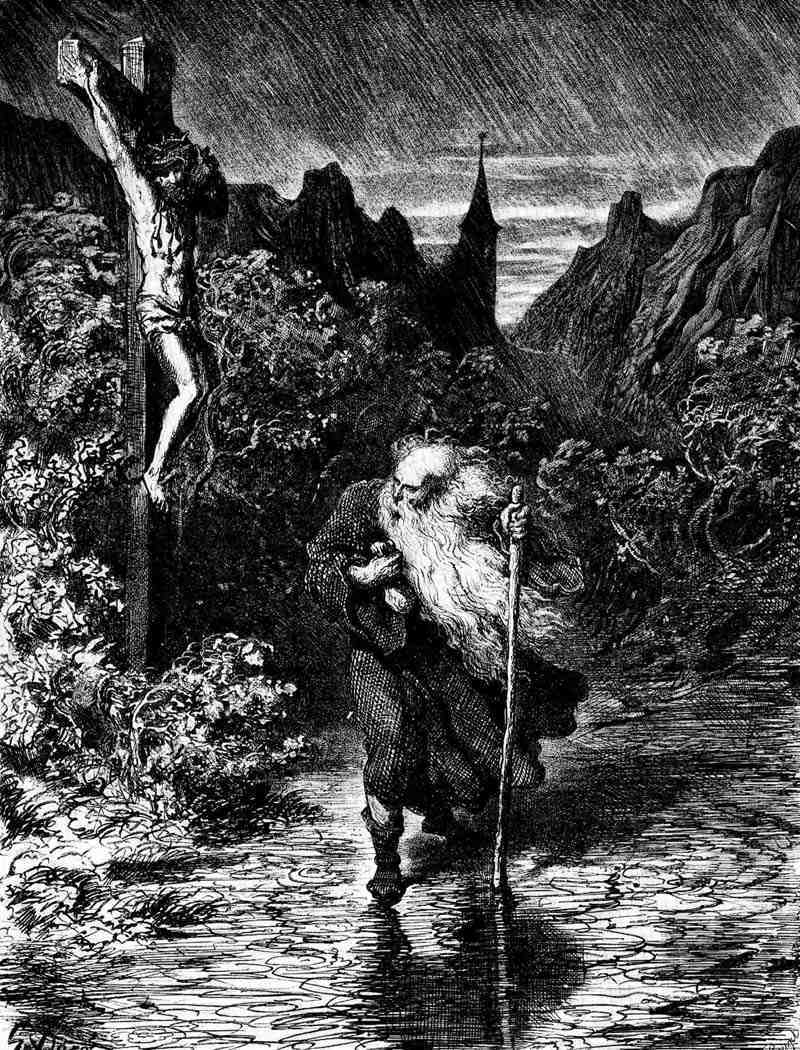
Ilustracja Gustave’a Doré przedstawiająca Żyda Wiecznego Tułacza

Większość jego dzieł powstało w latach 1864-1866. Znajdują się na pograniczu romantyzmu i realizmu. Artysta używał bogate efekty światłocieniowe i finezyjną kreskę. W ciągu życia stworzył kilkaset ilustracji przedstawiających historie biblijne. Ilustracje te były publikowane w wydaniach Biblii w różnych językach w dziewiętnastowiecznej Europie i w obu Amerykach. Artysta należy do najbardziej znanych mistrzów ilustrujących motywy biblijne. Prace artysty, i jego kompetencje, bywały podawane krytyce przez jemu współczesnych, ilustracje te jednak przetrwały próbę czasu.
Zilustrował ponad 200 książek, w tym Boską komedię Dantego, Don Kiszota i większość książek Edgara Allana Poe. W latach 70. XIX w. G. Doré zainteresował się malarstwem i rzeźbą, jednak nie odniósł w tych dziedzinach większych sukcesów.

### Komiks
Książka Dzieje świętej Rusi G. Dorégo uważana jest za jedną z bezpośrednich zapowiedzi komiksu (protokomiks). Zawiera wiele cech charakterystycznych dla tego gatunku, wykracza poza ilustrowane opowiadanie.